# Горнолыжный спорт на зимних Олимпийских играх 1972
Соревнования по горнолыжному спорту на зимних Олимпийских играх 1972 прошли с 5 по 13 февраля; состязания по скоростному спуску проходили на горе Энива, остальные — в районе Тэйнэ-ку. Данные соревнования одновременно считались соревнованиями 22-го чемпионата мира по горнолыжному спорту.

## Медалисты по олимпийским дисциплинам

### Мужчины
| Дисциплина        | Золото                           | Серебро                   | Бронза                  |
| ----------------- | -------------------------------- | ------------------------- | ----------------------- |
| Скоростной спуск  | Бернард Русси Швейцария          | Ролан Колломбен Швейцария | Хайнрих Месснер Австрия |
| Гигантский слалом | Густав Тёни Италия               | Эдмунд Бруггман Швейцария | Вернер Маттле Швейцария |
| Слалом            | Франсиско Фернандес-Очоа Испания | Густав Тёни Италия        | Роланд Тёни Италия      |

### Женщины

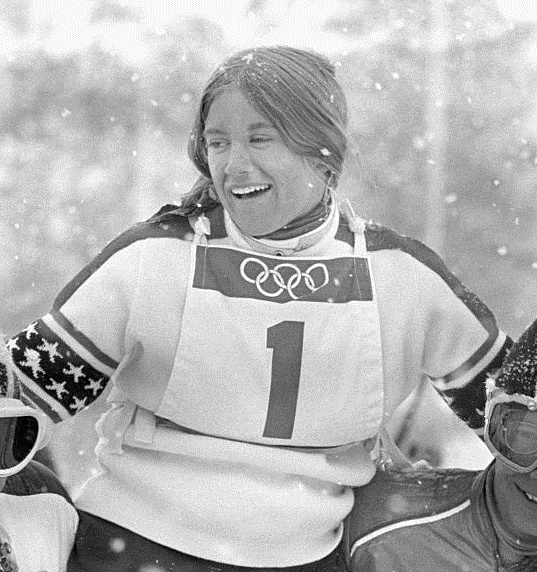
21-летняя американка Барбара Кокран после победы в слаломе

| Дисциплина        | Золото                     | Серебро                      | Бронза                    |
| ----------------- | -------------------------- | ---------------------------- | ------------------------- |
| Скоростной спуск  | Мари-Терез Надиг Швейцария | Аннемари Мозер-Прёль Австрия | Сьюзан Коррок США         |
| Гигантский слалом | Мари-Терез Надиг Швейцария | Аннемари Мозер-Прёль Австрия | Вильтруд Дрексель Австрия |
| Слалом            | Барбара Кокран США         | Даниэль Дебернар Франция     | Флоранс Стёрер Франция    |

## Медалисты чемпионата мира в видах, не входящих в олимпийскую программу
| Дисциплина         | Золото                       | Серебро                | Бронза                  |
| ------------------ | ---------------------------- | ---------------------- | ----------------------- |
| Комбинация Мужчины | Густав Тёни Италия           | Вальтер Треш Швейцария | Джим Хантер Канада      |
| Комбинация Женщины | Аннемари Мозер-Прёль Австрия | Флоранс Стёрер Франция | Ториль Фёрланн Норвегия |